# Schubertiad

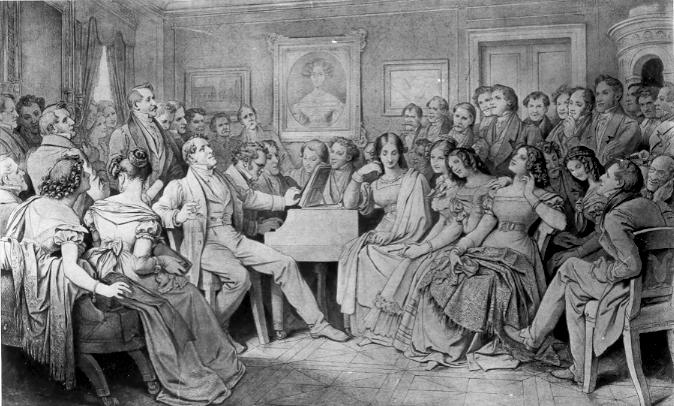
Schubertiad, teckning av Schuberts vän Moritz von Schwind, 1868 tecknad ur minnet.

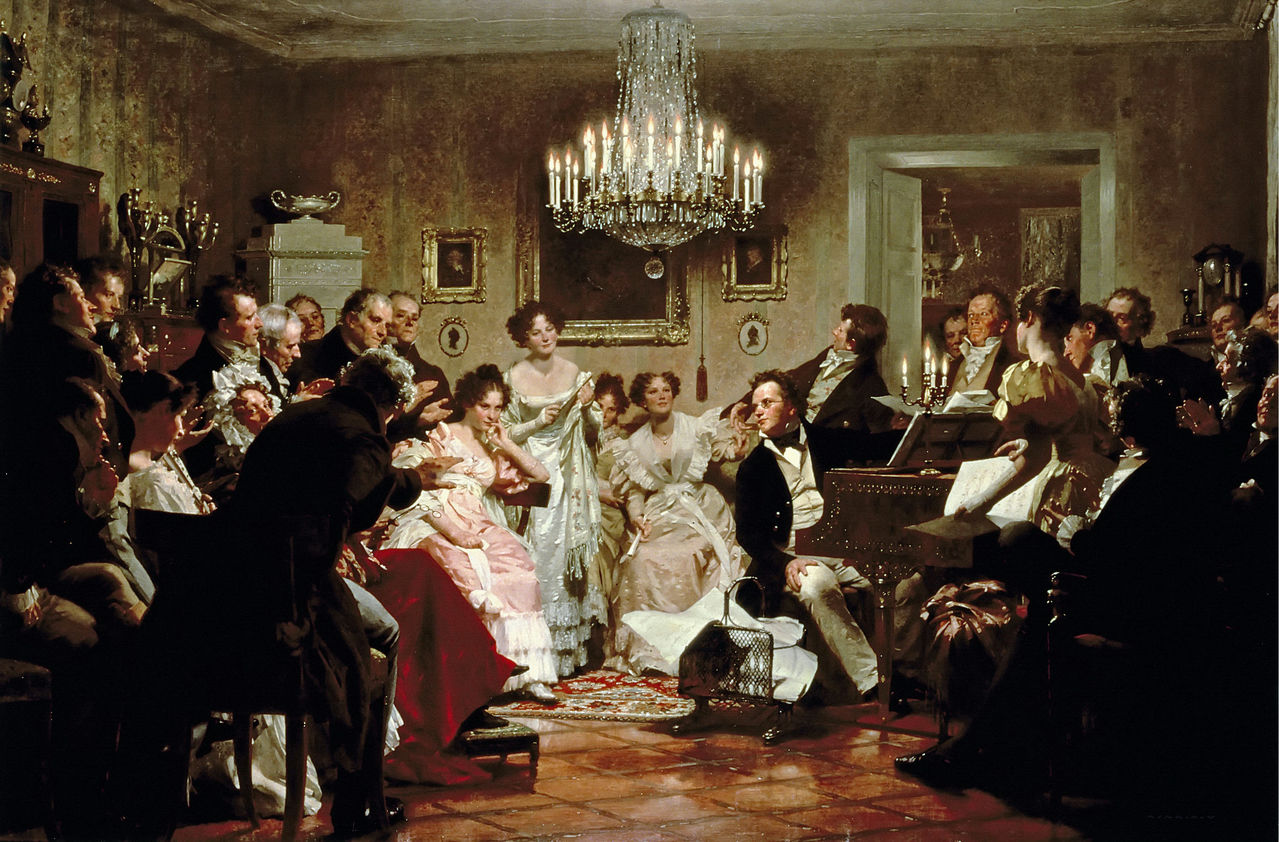
En Schubertiad, oljemålning av Julius Schmid (1897).

Schubertiader kallas sedan tonsättaren Franz Schuberts tid uppföranden av hans verk. Framför allt ägde de rum i hemmiljö. Numera kan det även vara en beteckning på konsertserier och festspel.